# Батилиман
Батилиман — урочище на побережье Ласпинской бухты в Балаклавском районе Севастопольского горсовета. Расположено в 4 км к юго-западу от села Тыловое.
Представляет собой лесистое побережье, которое расположено под отвесными скальными стенами гор высотой до 664 метров (гора Кокия-Кала и Куш-Кая) на западе Южного берега Крыма. Крайняя западная часть Южного берега Крыма. К западу от урочища расположен мыс Айя.
Урочище Батилиман привлекло московскую и петербургскую интеллигенцию в начале XX века. В течение 1911—1919 годов тут был образован кооперативный дачный поселок. В 1924 году посёлок был передан Академии наук СССР, где был организован дом отдыха для учёных. Однако в Батилимане не было надёжных водных источников, что сдерживало развитие курорта.
Комплекс урочище Батилимана необыкновенен и включён в территорию ландшафтного заказника «Мыс Айя» в 1964 году. На территории заказника растёт знаменитая сосна Станкевича, которая занесена в Красную книгу Украины.
В наше время среди рощ строят гостевые дома и разбивают палаточные лагеря. На побережье Батилимана находятся 8 баз отдыха.